# David De Geest
De Belgische dirigent David De Geest (Eeklo, 13 september 1984) is artistiek leider van het symfonisch orkest Lumen Symphonicum, het filmkoor Cinematic Art Choir en docent aan het Koninklijk Conservatorium Brussel (KCB), Kunsthumaniora van het GO Brussel en Kunstenacademie Asse. Hij is de zoon van Edward De Geest, de Gentse ere-kathedraalorganist en eredirecteur van de Kunstacademie Eeklo.

## Studies
David De Geest begon zijn muziekstudies aan de Kunstacademie Eeklo in de pianoklas van zijn moeder Monique Lanszweert en ontving er de ‘Oorkonde van de Stad Eeklo’ voor piano. Na de humaniora Latijn-Wiskunde aan het Sint-Vincentiuscollege Eeklo studeerde hij verder aan het Koninklijk Conservatorium Gent (2002-2007) waar hij in juni 2007 met grote onderscheiding afstudeerde als Meester/Master in de Muziek in de opleiding Muziektheorie/Schriftuur en directie, en in de lerarenopleiding van academisch niveau. Hij volgde een klassieke opleiding met nadruk op de vakken harmonie, contrapunt en fuga, koor- en orkestdirectie, compositie, muziekanalyse en muziekgeschiedenis. Voor koor- en orkestdirectie behaalde hij grootste onderscheiding. In 2007 en 2008 specialiseerde David zich vervolgens in directie in Dresden en Nürnberg bij Roderich Kreile en Karl-Friedrich Beringer. Aan de Universiteit van Oxford vervolmaakte hij zich in koordirectie en -training bij Dr. Edward Higginbottom.

## Carrière
Sinds 2008 dirigeerde David meer dan 300 uitvoeringen in o.a. België (BOZAR), Nederland (Concertgebouw Amsterdam), Frankrijk (Kathedraal van Straatsburg), Italië (Sint-Pietersbasiliek), Portugal (Palácio Foz), Mexico (CENART), Bulgarije (Koninklijk Paleis van Vrana, Alexander Nevsky Kathedraal Sofia) en Japan (St. Mary Cathedral Tokyo, Seinen Bunka Center Sendai). In Zuid-Korea dirigeerde David in bekende concertzalen zoals het Seouls Arts Center, KBS Hall Seoul, Suseong Artpia Daegu, Aram Nuri Arts Center Goyang en Sori Arts Center Jeonju. In het kader van europalia.china dirigeerde David in BOZAR, alsook meermaals voor de Koninklijke Familie van België, w.o. de plechtigheid n.a.v. het 20-jarig overlijden van Koning Boudewijn en de 10-jarige herdenking van 11 september in de Brusselse Kathedraal – met de uitvoering van Mozarts ‘Requiem’ – georganiseerd door de Amerikaanse ambassade in België. Tijdens zijn concertreizen dirigeerde David geregeld in de aanwezigheid van Belgische ambassadeurs, zoals deze in Portugal, Bulgarije, Mexico, Zuid-Korea en Japan.

### Orkest
Sinds 2015 is David dirigent en artistiek leider van het symfonisch orkest Lumen Symphonicum, bestaande uit professionele musici – rond de leeftijd van 30 jaar – en gespecialiseerd in klassiek Weens repertoire. David dirigeerde symfonieën van Mozart, Haydn, Beethoven en Schubert. Ook verschenen orkestwerken van Salieri, Hummel, Strauss jr., diens vader Johann Strauss sr. en Piazzolla op de concertprogramma’s. Concerti van Mozart en Stamitz werden gedirigeerd door David en uitgevoerd door internationale solisten als Daniel Blumenthal (USA), Charles Neidich (USA), Eddy Vanoosthuyse (BEL), Luis Rossi (Chili), Antonio Saiote (Portugal) en Karl Leister (Duitsland). Het orkest werkte ook samen met zangers en koren om Weense operamuziek uit te voeren. In 2019 werden, samen met Beethovens Eerste Symfonie, opera-aria’s en -koren uitgevoerd in de Concertzaal van het Brussels Conservatorium. In datzelfde jaar dirigeerde David ook het Lumen Symphonicum premièreconcert in thuisstad Eeklo met op het programma o.a. Mozarts ‘Haffner’-Symfonie.
Het Lumen Symphonicum optreden met Mozarts ‘Jupiter’-Symfonie en 21ste Pianoconcerto – uitgevoerd door Daniel Blumenthal – leverde voor David een nieuw Koninklijk bezoek op; Prins Laurent bezocht Lumen Symphonicums concert in de Miry-Concertzaal van het Gents Conservatorium, het derde concert dat georganiseerd werd een jaar na de oprichting van het orkest. Deze twee vermelde werken van Mozart werden opgenomen op cd in 2016, gevolgd door Salieri’s Ouverture ‘La Secchia Rapita’, Mozarts 40ste Symfonie en Schuberts 1ste Symfonie in 2017.
Als orkestdirigent was David gastdirigent van orkesten als het Symphonieorchester Weimar, het Symfonieorkest van het Koninklijk Conservatorium Brussel, het Giovanile Arcantico Orkest Milaan en het Orpheus Chamber Orchestra Bulgarije. Het werkte nauw samen met het Slovaaks Filharmonisch Orkest, het Tsjechisch Nationaal Symfonieorkest, Belgian National Orchestra, Filharmonisch Orkest van Vlaanderen, de Europese Filharmonie, Anima Aeterna, Ensemble Elyma, Aspetti Musicali, het J&M Strijkorkest Gent, Koperensemble ‘In Cordae Musicae’, La Capilla Panamericana en La Capilla Latino Americana.

### Koor
Naast zijn orkestraal symfonisch repertoire dirigeerde David werk voor koor en orkest van Charpentier, Vivaldi, Bach, Händel, Haydn en Mozart. Hij dirigeerde de Belgische première van Vanhals ‘Missa Pastoralis in G’ en Hummels ‘Te Deum’ en ‘Missa Solemnis in C’. Als koor- en orkestdirigent dirigeerde en realiseerde David De Geest cd’s met daarop o.a. Vivaldi’s ‘Gloria’ (RV 589), Händels ‘Coronation Anthems’, Mozarts ‘Requiem’, Vanhals ‘Missa Pastoralis’ en Haydns ‘Nelsonmesse’. Verder dirigeerde hij werk van 20ste-eeuwse componisten Daniel Pinkham, John Barry, Knut Nystedt, Ernst-Thilo Kalke en Jules Van Nuffel. Van deze laatste dirigeerde David het groot ‘Te Deum’ in een uitvoering met het Dresdner Kreuzchor en de Schola Cantorum Cantate Domino.
Als koordirigent en artistiek leider leidde David de Schola Cantorum Cantate Domino Aalst van 2008 tot 2015. Hij was verantwoordelijk voor de dagelijkse koortraining en de finale artistieke leiding, dit voor een muzikale output van zo’n 200 werken met meer dan 150 zangers die door David getraind werden. Een van de vele hoogtepunten was het jubelconcert ‘Cantate Domino klinkt in drieluik: Bach - Händel - Mozart’ (2012), hetwelk plaatsvond in Aalst o.l.v. David in de aanwezigheid van - toen nog - Prins Filip en Prinses Mathilde en wijlen Ilse Uyttersprot, voormalig burgemeester van de stad Aalst.
David was gastdirigent van koren als het New College Choir Oxford, Dresdner Kreuzchor, Schola Cantorum Mexico, Sofia Boys' Choir, het Orpheus Youth Choir Bulgarije, het Mozart Choral Ensemble Japan en het Tokorozawa en Wakayama Youth Choir Japan. Tijdens verschillende concertreizen dirigeerde hij zo’n twintig Bulgaarse en Japanse koren.
Als koordirigent werkte David samen met vocale solisten als Qilian Chen, Anne Cambier, Joris Bosman, Lebo M, Velile en klassieke dirigenten als Lucas Vis, PierAngelo Pelucchi, Claire Gibault, Gabriel Garrido en Jos Van Immerseel. Filmdirigenten waarmee hij samenwerkte, waren: Justin Freer, Nick Glennie-Smith, Ben Parry, Pete Anthony en James Newton Howard.

### Filmmuziek
David werkt geregeld voor filmmuziekprojecten, dit met zijn Cinematic Art Choir, o.a. voor de componisten Hans Zimmer en James Newton Howard. Er vonden live concerten plaats voor vier Europese concerttours met uitvoeringen in o.a. Koningin Elisabethzaal Antwerpen, Salle Pleyel Parijs en Concertgebouw Amsterdam (‘Gladiator Live’, ‘Hans Zimmer Live’ en ‘JNH: 3 Decades of Music for Hollywood’). Voor vele producties is David verantwoordelijk voor koor- en/of orkestarrangementen.

### Composities
David componeerde enkele werken: liederen (op tekst van dichter Claude van de Berge), koor- en solowerken, kamermuziek en composities voor orkest en ensemble. Enkele van zijn meest uitgevoerde werken zijn ‘Without Wings’ voor solo saxofoon, ‘Faces of Life’ voor fluit en piano, ‘Inspideas’ voor kamerensemble en ‘Choral songs from Japan’ voor 4-stemmig gemengd koor en piano.

### Docent
Sinds 2012 is David docent Koor aan de Kunsthumaniora van het GO Brussel en sinds 2013 aan de Erasmushogeschool Brussel, departement Koninklijk Conservatorium Brussel (School of Arts). Enkele belangrijke projecten die David dirigeerde, waren Orffs 'Carmina Burana' (2015) en Dvořáks ‘Messe in D’ (2016 en 2019). In de periode van 2007 tot en met 2018 was David verbonden als leerkracht muziektheorie en compositie aan de Kunstacademie Lokeren. Sinds 2018 is David leerkracht muziektheorie, compositie, arrangement en klavierpraktijk aan de Kunstenacademie Asse.